# Московский химик-резинщик
Московский химик-резинщик (МХР) — советский дирижабль мягкого типа, построенный в 1924 году. Дирижабль строился на средства, собранные рабочими резиновой и химической промышленности Москвы и Московской губернии.

## Описание
Проект дирижабля разрабатывался в КБ А. Н. Туполева. Строительство дирижабля началось 4 ноября 1923 года на московском заводе «Каучук». Сборка и испытание дирижабля проводились в  Ленинградской Высшей воздухоплавательной школе. Первый полет дирижабля состоялся 16 июня 1925 года. Полёт продолжался 2 часа 5 минут. Командир  экипажа — В. Л. Нижевский. Дирижабль предназначался для агитационных полётов, обучения экипажей, а также для воздушной разведки. Для этого оболочка дирижабля окрашивалась в камуфляжную раскраску.
Открытая гондола крепилась к оболочке 18 верёвочными стропами. За кормой гондолы был установлен толкающий воздушный винт. Двигатель Фиат мощностью 105 л. с. располагался в моторном отсеке гондолы. Гондола была разделена на три отсека: для экипажа, моторное отделение и грузовой отсек.
При перелете из Ленинграда в Москву дирижабль был обстрелян караулом военного завода и совершил вынужденную посадку в районе города  Тверь.
В журнале "Огонек" №23 от 3 июня 1928 года помещена малоизвестная фотография дирижабля на аэродроме с врезанным в неё портретом  В.Л. Нижевского.
До осени 1928 года МХР несколько раз перестраивали. 31 августа 1928 года оболочка дирижабля получила сильные повреждения, и была признана не подлежащей восстановлению. В 1928 году чертежи и гондолу МХР передали для восстановления в Школу воздухоплавания Мосавиахима. В 1930 году гондола МХР была модернизирована, и использовалась для строительства дирижабля СССР В-4 (Комсомольская правда).
Всего МХР совершил 21 полет общей продолжительностью 43 часа 29 минут.